# Vredesmonument in Hiroshima
Het Vredesmonument in Hiroshima of de Atoombomkoepel (Japans: 原爆ドーム, Genbakukoepel) is een gebouw dat sinds 1996 op de Werelderfgoedlijst van UNESCO staat. Het is een van de weinige grotere gebouwen die overeind zijn blijven staan na de atoombomaanval op Hiroshima van 6 augustus 1945, ondanks het feit dat het gebouw zich op 160 meter van de explosie bevond. Het overeind blijven wordt toegeschreven aan het feit dat de bom op een hoogte van 580 meter tot ontploffing werd gebracht en het gebouw daardoor 'in mindere mate' horizontale drukverschuivingen onderging. 
Na de explosie is er lange tijd discussie geweest of de ruïne niet moest verdwijnen. Tegenstanders van het behoud ervan wilden niet dat de Japanse bevolking (en dan vooral die van Hiroshima) dagelijks met de verschrikkelijke feiten en de gevolgen daarvan zouden worden geconfronteerd. Pas in de jaren zestig werd definitief besloten het gebouw te laten staan. Het is sindsdien uitgegroeid tot gedenkplaats voor het bombardement waarbij bijna de gehele stad verwoest werd.
Het gebouw is ontworpen door de Tsjech Jan Letzel en werd in april 1915 geopend. Het werd Hiroshima Prefectural Commercial Exhibition (HMI) genoemd.

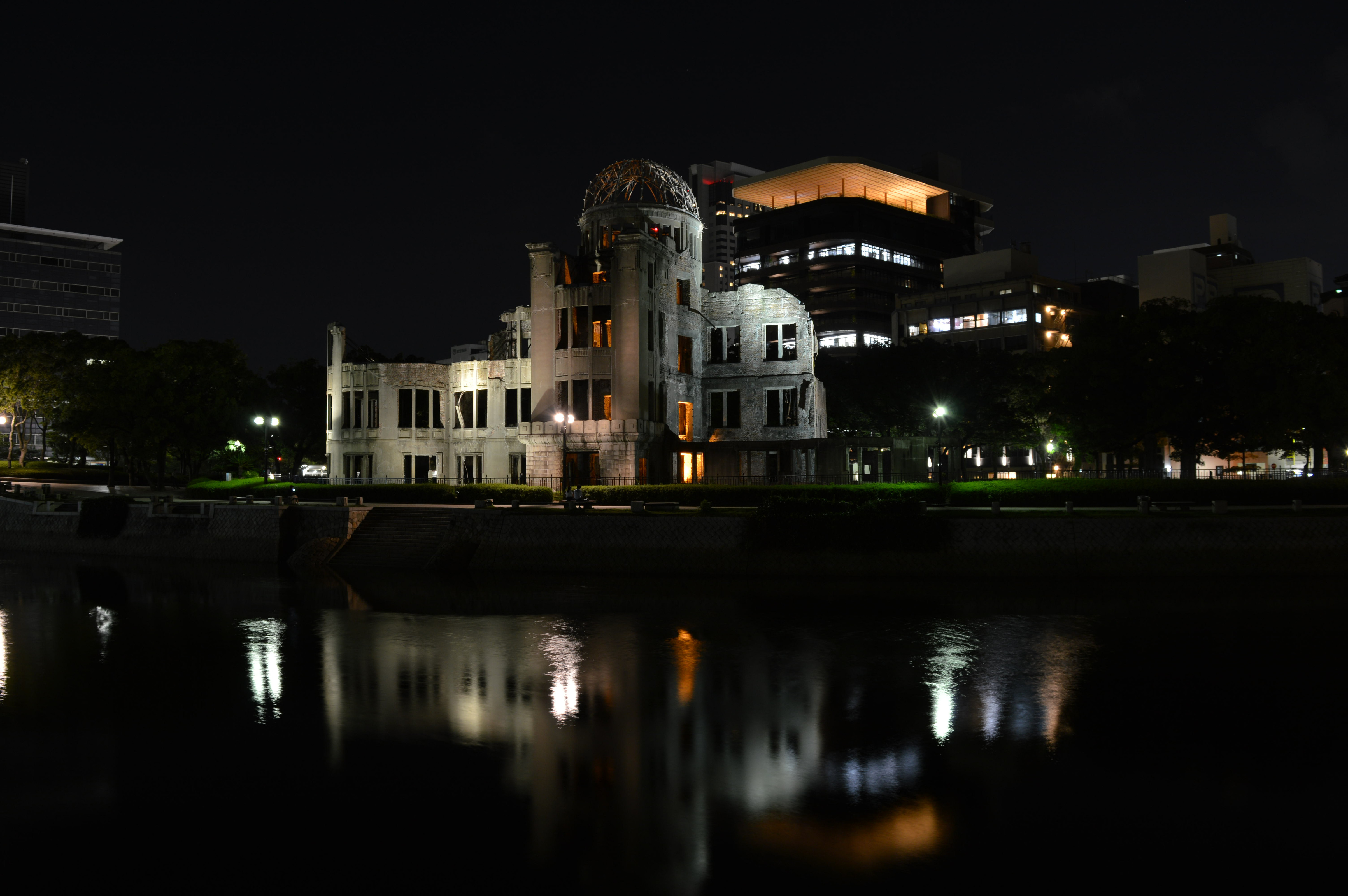